# ألطاف حسين (لاعب كريكت)
ألطاف حسين (1943 - 2019)  (بالبنغالية: অলতাফ হুসেন)‏ هو لاعب كريكت باكستاني وبنغلاديشي.

## وصلات خارجية
- ألطاف حسين على موقع إي آس بي آن كريك إنفو (الإنجليزية)